# Jules Charles Le Guéry
Jules Charles Le Guéry, dit « Ernest Le Guéry », né le 12 avril 1875 à Ivry-sur-Seine et mort le 27 octobre 1937 à Draveil, est un syndicaliste français.

## Biographie
Jules Charles Le Guéry est le fils d'un père scieur à la mécanique et d'une mère couturière. Élève à l'école primaire supérieure Turgot de Paris, de 1888 à 1890, il devient par la suite ouvrier diamantaire à Paris puis il s'engage dans le combat syndicaliste au sein de la Chambre syndicale des ouvriers diamantaires de Paris, de la Confédération générale du travail.
Il représente son syndicat au congrès de la salle Wagram en 1900 et assiste comme délégué au congrès de Bourges en 1904, où il soutient énergiquement la revendication de la journée de huit heures. 
Au cours du procès de décembre 1905 intenté aux dirigeants de l'Association internationale antimilitariste, il est condamné à un an de prison et 100 francs d'amende. Pour autant, il intervient au congrès extraordinaire de la CGT des 24 et 25 novembre 1912 contre la guerre et la loi des trois ans. En dépit de cela, il participe à la Première Guerre mondiale et prend part à la bataille de la Marne.
Il est présent aux congrès de la CGT de Toulouse (1910), Le Havre (1912) et Versailles (1918). 
Après avoir reçu la médaille des prud'hommes le 14 septembre 1913, il est conseiller prud'homme de la Seine de 1914 à 1922. Il est aussi membre de la Commission exécutive de l'Union de la Seine. Parallèlement, il est rédacteur à La Bataille syndicaliste mais écrit aussi dans L'Humanité.
Proche des dirigeants de la chambre syndicale néerlandaise des travailleurs du diamant (« Algemene Nederlandse Diamantbewerkersbond »), comme Henri Polak et Andries de Rosa, ce dernier fait de Jules Charles Le Guéry le personnage principal de son roman Sarah Crémieux. Un roman parisien, publié aux Pays-Bas en 1929.

## Citations
- « Tout comme je le fus hier, comme je le serai demain encore, révolutionnaire je reste[1]. »
- « Nous voulons que les organisations syndicales ne soient pas les vassales d'individus, mais qu'au contraire ce soit elles qui donnent l'impulsion et qui disent, dans quelles conditions on doit marcher[5]. »